# Andrew Oliver (Politiker, 1815)
Andrew Oliver (* 16. Januar 1815 in Springfield, New York; † 6. März 1889 in Penn Yan, New York) war ein US-amerikanischer Jurist und Politiker. Zwischen 1853 und 1857 vertrat er den Bundesstaat New York im US-Repräsentantenhaus.

## Werdegang
Andrew Oliver wurde während des Britisch-Amerikanischen Krieges im Otsego County geboren. 1835 graduierte er am Union College in Schenectady. Er studierte Jura. Nach dem Erhalt seiner Zulassung als Anwalt 1838 begann er in Penn Yan im Yates County zu praktizieren. Zwischen 1843 und 1847 war er Richter am Court of Common Pleas und 1846 Richter am Vormundschafts- und Nachlassgericht sowie Amtsgericht. Die letzten Jahre seiner Richterzeit waren vom Mexikanisch-Amerikanischen Krieg überschattet. Politisch gehörte er der Demokratischen Partei an.
Bei den Kongresswahlen des Jahres 1852 für den 33. Kongress wurde Oliver im 26. Wahlbezirk von New York in das US-Repräsentantenhaus in Washington, D.C. gewählt, wo er am 4. März 1853 die Nachfolge von Henry S. Walbridge antrat. Er wurde einmal wiedergewählt. Bei seiner erneuten Wiederwahlkandidatur 1856 erlitt er eine Niederlage und schied nach dem 3. März 1857 aus dem Kongress aus. Zu jenem Zeitpunkt kandidierte er für die American Party. Während seiner letzten Amtsperiode hatte er den Vorsitz über das Committee on Invalid Pensions (34. Kongress).
Nach seiner Kongresszeit widmete er sich landwirtschaftlichen Arbeiten, praktizierte aber auch wieder als Anwalt. Zwischen 1872 und 1877 war er wieder als Amtsrichter sowie Vormundschafts- und Nachlassrichter tätig. Er verstarb am 6. März 1889 in Penn Yan und wurde dann auf dem Lake View Cemetery bestattet.